# Grand-Popo
Grand-Popo ist eine Stadt mit 40.335 Einwohnern (2002) im Südwesten von Benin. Die Stadt liegt im Zentrum eines rund 21 km langen und nur reichlich einen Kilometer breiten Gebietszipfels Benins, der im Zuge der Küste gegen Togo verläuft. Das Hinterland Grand-Popos liegt daher in Togo.
Sie liegt im Département Mono an der Atlantik-Küste und an der Grenze zu Togo.
Der ursprünglich portugiesische Handelsstützpunkt diente lange Zeit dem Sklavenhandel und erlebte von 1899 bis 1960 die französische Kolonialzeit (Französisch-Westafrika).

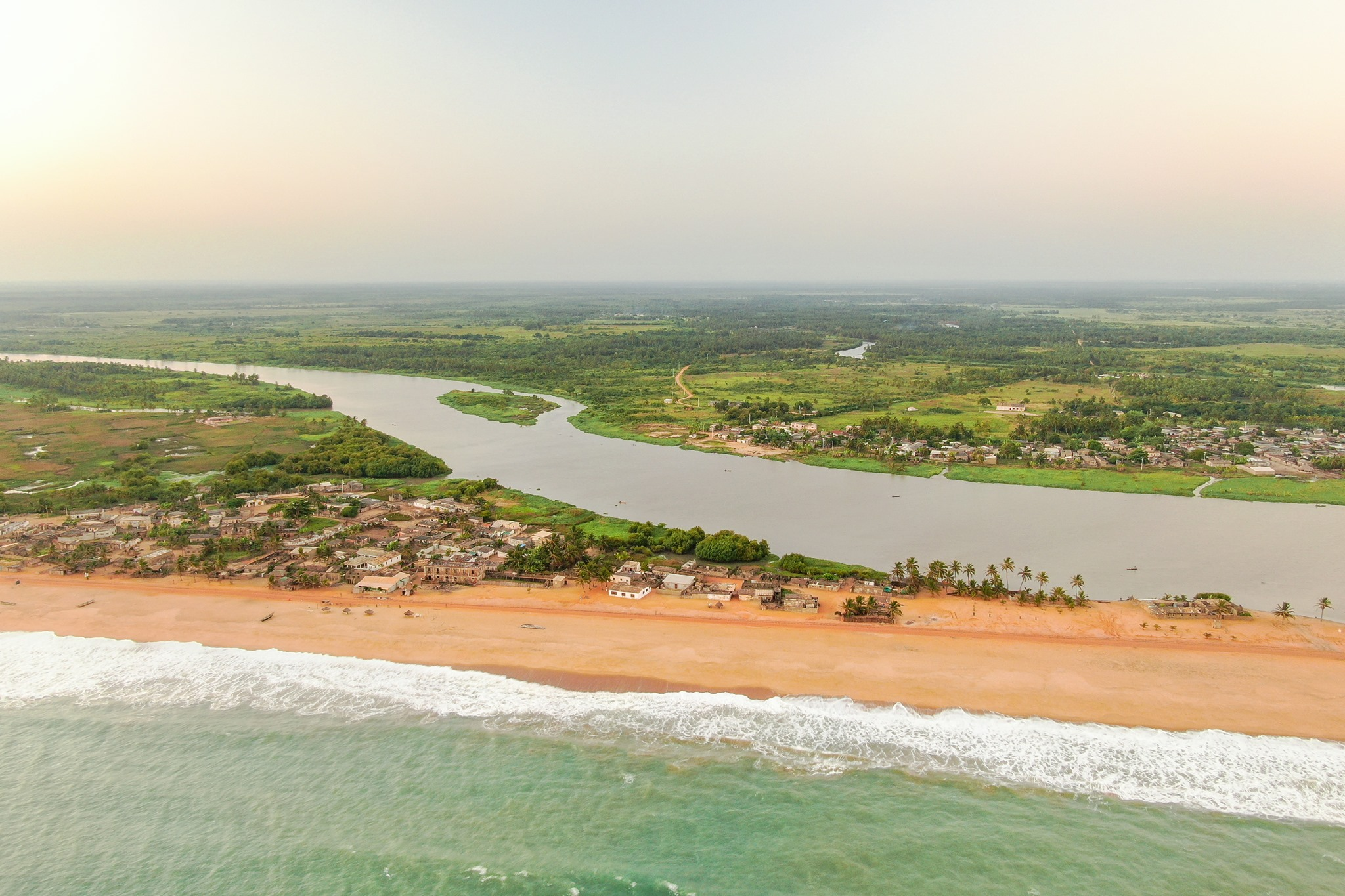
Die Dörfer Gbecon (links) und Heve entlang des Mono-Flusses in Grand-Popo

Trotz fortschreitender Küstenerosion der breiten Sandstrände, die bereits zu größerer Abtragung älterer Ortsteile geführt hat, wächst die Stadt. Einnahmequelle ist neben dem Fischfang auch der Tourismus, so aus Cotonou und dem togoischen Lomé.
Über die Stadt hinaus bekannt wurde die Pop-Gruppe Grand Popo Football Club.

## Persönlichkeiten
- Robert Sastre (1926–2000), Bischof von Lokossa
- Romaric Amoussou (* 2000), Fußballspieler